# رأس سيروق
رأس سيروق (بالفرنسية: Pointe de Sirog)‏ هو رأس يقع على الساحل الشرقي لجزيرة جالطة التونسية.
| رأس سيروق |